# Staryj Iskitim
Staryj Iskitim (ros. Старый Искитим) – wieś (sieło) w Rosji, w obwodzie nowosybirskim, w rejonie iskitimskim. W 2010 liczyła 706 mieszkańców.